# Djäkenböle
Djäkenböle är en by i Hammarlands kommun på Åland. Dominerande inslag i bymiljön är åker-, skogs- och ängsmark. Byn är belägen mellan byarna Näfsby i norr, Västmyra i väster och Boda i sydost. Historiskt har hela byn tillhört ett och samma hemman, dvs varit ett s.k. enstaka hemman, men delades upp i de större gårdarna Södergårds och Norrgårds ca 1830 då hemmanet såldes.